# Santa Catalinagebergte
Het Santa Catalinagebergte (Engels: Santa Catalina Mountains) is een gebergte in de Amerikaanse staat Arizona, ten noordoosten van de grote stad Tucson. Het hoogste punt is de top van Mount Lemmon (2.791 meter).

## Geschiedenis
De Indianen van de stam Tohono O'odham noemden het gebergte oorspronkelijk Babad Do'ag. In 1697 vernoemde de zendeling Eusebio Kino het naar de heilige Catharina. Op kaarten uit de 19e eeuw werd het ook wel aangeduid als "Santa Catarina Mountains", maar in ieder geval in 1902 werd de officiële naam met een L geschreven.
In 1854 werd het gebied onderdeel van de Verenigde Staten (zie Gadsdenaankoop) en rond die tijd kwamen er veel Amerikanen zoeken naar goud, zilver en koper. Vanaf ongeveer 1890 begonnen de bewoners aan te dringen op een beschermde status voor het gebied en in 1902 werd het een reservaat. Sinds 1908 is het onderdeel van Coronado National Forest.

## Geografie
De Catalina's vormen een van de ongeveer 27 "Madrean Sky Islands", kleinere geïsoleerde gebergten, omringd door lager gelegen woestijnen. Ten westen stroomt de rivier de Santa Cruz, ten oosten de San Pedro.